# A’ja Wilson
A’ja Riyadh Wilson (* 8. August 1996 in Columbia, South Carolina) ist eine US-amerikanische Basketballspielerin. Sie ist seit 2018 in der Women’s National Basketball Association (WNBA) für die Las Vegas Aces aktiv.

## Leben und Karriere
A’ja Wilson, benannt nach dem Lied Aja der Band Steely Dan, wuchs in Hopkins (South Carolina) auf. Während ihrer Schulzeit wurde bei ihr eine Lese- und Rechtschreibstörung festgestellt, weshalb sie 2019 eine Stiftung gründete, um Kinder in ähnlicher Lage und deren Familien zu unterstützen. 2013 wurde sie mit der Auswahl der Vereinigten Staaten U19-Weltmeisterin, was ihr zwei Jahre darauf erneut gelang.
Von 2014 bis 2018 spielte Wilson für die Basketballmannschaft der University of South Carolina, die Gamecocks, und gewann mit der Mannschaft 2017 die NCAA-Meisterschaft. 2018 erhielt sie außerdem die Wade Trophy. Nachdem sie beim folgenden WNBA Draft an erster Stelle von den Las Vegas Aces ausgewählt worden war, wurde Wilson am Ende ihrer Debütsaison u. a. mit dem WNBA Rookie of the Year Award ausgezeichnet. Im Anschluss daran gewann sie mit der US-Nationalmannschaft die Weltmeisterschaft. Während der WNBA-Off-Season bestritt Wilson in der Volksrepublik China vier Spiele für Shaanxi Tianze. 2019 qualifizierte sie sich dann mit den Aces erstmals für die Play-offs der WNBA, in deren Verlauf ihre Mannschaft dem späteren Meister Washington Mystics im Halbfinale unterlag.
In der aufgrund der COVID-19-Pandemie verkürzten Spielzeit 2020 erzielten die Aces den ersten Platz in der Western Conference der WNBA und erreichten die Finalserie. Wilson wurde für ihre Leistungen mit dem WNBA Most Valuable Player Award ausgezeichnet. Bei den 2021 ausgetragenen Olympischen Sommerspielen 2020 gewann sie mit der US-Auswahl die Goldmedaille. Auch bei den Olympischen Spielen 2024 gewann sie die Goldmedaille. Gleichzeitig wurde sie als Most Valuable Player (MVP) ausgezeichnet.